# Espinosa de Cerrato (kommunhuvudort)
Espinosa de Cerrato är en kommunhuvudort i Spanien.   Den ligger i provinsen Provincia de Palencia och regionen Kastilien och Leon, i den centrala delen av landet, 170 km norr om huvudstaden Madrid. Espinosa de Cerrato ligger 886 meter över havet och antalet invånare är 208.
Terrängen runt Espinosa de Cerrato är platt. Runt Espinosa de Cerrato är det mycket glesbefolkat, med 5 invånare per kvadratkilometer. Närmaste större samhälle är Lerma, 17,3 km öster om Espinosa de Cerrato. Trakten runt Espinosa de Cerrato består till största delen av jordbruksmark.